# Puchar Europy Zdobywczyń Pucharów siatkarek (1982/1983)
Puchar Europy Zdobywczyń Pucharów 1982/1983 – 11. sezon turnieju rozgrywanego od 1978 roku, organizowanego przez Europejską Konfederację Piłki Siatkowej (CEV) w ramach europejskich pucharów dla żeńskich klubowych zespołów siatkarskich „starego kontynentu”.

## Drużyny uczestniczące
- Post Wiedeń
- Arcelik Stambuł
- SC Dynamo Berlin
- Mladost Zagrzeb
- Hapoel Bat-Yam
- Starlift Voorburg
- Hermes Oostende
- Atletico Lizbona
- FK Nykoping
- Vasas SC
- USC Münster
- PUC Paris
- Ruda Hvezda Praga
- CF Philathilikos
- Nelsen Reggio Emilia
- Medin Odessa

## Rozgrywki

### Runda wstępna
| Data       | Drużyna 1   | Wynik | Drużyna 2       | Sety                      |
| ---------- | ----------- | ----- | --------------- | ------------------------- |
|            | Post Wiedeń | 2:3   | Arcelik Stambuł |                           |
| 13.11.1982 | Post Wiedeń | 3:1   | Arcelik Stambuł | 15:11, 12:15, 15:10, 15:8 |

### 1/8 finału
| Data       | Drużyna 1        | Wynik | Drużyna 2            | Sety                             |
| ---------- | ---------------- | ----- | -------------------- | -------------------------------- |
| 04.12.1982 | Dinamo Berlin    | 3:0   | Mladost Zagrzeb      | 15:7, 15:3, 15:8                 |
| 11.12.1982 | Dinamo Berlin    | 3:1   | Mladost Zagrzeb      | 15:8, 15:7, 14:16, 15:9          |
| 04.12.1982 | Hapoel Bat-Yam   | 0:3   | Starlift Voorburg    | 0:15, 3:15, 4:15                 |
| 11.12.1982 | Hapoel Bat-Yam   | 0:3   | Starlift Voorburg    | 0:15, 3:15, 12:15                |
|            | Hermes Oostende  | 3:1   | Post Wiedeń          |                                  |
|            | Hermes Oostende  | 3:1   | Post Wiedeń          |                                  |
|            | Atletico Lizbona | 3:0   | FK Nykoping          |                                  |
| 04.12.1982 | Vasas Budapeszt  | 3:1   | USC Münster          |                                  |
| 11.12.1982 | Vasas Budapeszt  | 3:2   | USC Münster          | 16:14, 13:15, 15:5, 15:17, 15:10 |
| 05.12.1982 | PUC Paris        | 0:3   | Ruda Hvezda Praga    | 7:15, 4:15, 9:15                 |
| 08.12.1982 | PUC Paris        | 0:3   | Ruda Hvezda Praga    | 13:15, 7:15, 6:15                |
| 06.12.1982 | CF Philathilikos | 0:3   | Nelsen Reggio Emilia | 0:15, 8:15, 8:15                 |
| 11.12.1982 | CF Philathilikos | 0:3   | Nelsen Reggio Emilia | 8:15, 1:15, 2:15                 |

### Ćwierćfinał
| Data       | Drużyna 1         | Wynik | Drużyna 2            | Sety                            |
| ---------- | ----------------- | ----- | -------------------- | ------------------------------- |
| 12.01.1983 | Ruda Hvezda Praga | 3:1   | Nelsen Reggio Emilia | 15:7, 14:16, 15:4, 15:13        |
| 19.01.1983 | Ruda Hvezda Praga | 1:3   | Nelsen Reggio Emilia | 13:15, 12:15, 15:11, 5:15       |
| 12.01.1983 | Medin Odessa      | 3:0   | Dinamo Berlin        | 15:13, 15:6, 15:8               |
|            | Medin Odessa      | 1:3   | Dinamo Berlin        | 15:5, 6:15, 9:15, 9:15          |
| 12.01.1983 | Hermes Oostende   | 3:2   | Starlift Voorburg    | 12:15, 8:15, 15:11, 15:11, 15:8 |
| 19.01.1983 | Hermes Oostende   | 0:3   | Starlift Voorburg    | 13:15, 9:15, 10:15              |
| 11.01      | Atletico Lizbona  | 0:3   | Vasas Budapeszt      | 1:15, 2:15, 1:15                |
|            | Atletico Lizbona  | 0:3   | Vasas Budapeszt      | 0:15, 4:15, 1:15                |

### Turniej finałowy
Reggio nell’Emilia
Tabela
| Lp. | Drużyna              | Pkt | Mecze | Mecze | Mecze | Sety | Sety | Sety  |
| Lp. | Drużyna              | Pkt | M     | W     | P     | wyg. | prz. | ratio |
| --- | -------------------- | --- | ----- | ----- | ----- | ---- | ---- | ----- |
| 1   | Medin Odessa         | 6   | 3     | 3     | 0     | 9    | 1    | 9.000 |
| 2   | Ruda Hvezda Praga    | 5   | 3     | 2     | 1     | 7    | 3    | 2.333 |
| 3   | Nelsen Reggio Emilia | 4   | 3     | 1     | 2     | 3    | 7    | 0.429 |
| 4   | Starlift Voorburg    | 3   | 3     | 0     | 3     | 1    | 9    | 0.111 |

Wyniki
| Data       | Drużyna 1            | Wynik | Drużyna 2            | Sety                    |
| ---------- | -------------------- | ----- | -------------------- | ----------------------- |
| 04.03.1983 | Nelsen Reggio Emilia | 3:1   | Starlift Voorburg    | 9:15, 15:1, 15:10, 15:6 |
| 04.03.1983 | Medin Odessa         | 3:1   | Ruda Hvezda Praga    | 15:4, 15:9, 8:15, 15:6  |
|            |                      |       |                      |                         |
| 05.03.1983 | Medin Odessa         | 3:0   | Starlift Voorburg    | 15:11, 15:2, 15:9       |
| 05.03.1983 | Ruda Hvezda Praga    | 3:0   | Nelsen Reggio Emilia | 15:4, 16:14, 15:7       |
|            |                      |       |                      |                         |
| 06.03.1983 | Ruda Hvezda Praga    | 3:0   | Starlift Voorburg    | 15:4, 15:6, 15:6        |
| 06.03.1983 | Medin Odessa         | 3:0   | Nelsen Reggio Emilia | 15:4, 15:7, 18:16       |

## Klasyfikacja końcowa
| Miejsce | Drużyna              |
| ------- | -------------------- |
| złoto   | Medin Odessa         |
| srebro  | Ruda Hvezda Praga    |
| brąz    | Nelsen Reggio Emilia |
| 4.      | Starlift Voorburg    |